# Cung điện Giám mục ở Nitra
Cung điện Giám mục ở Nitra (tiếng Slovakia: Biskupský palác v Nitra) là một tòa nhà hai tầng được xây dựng vào thời Trung cổ, tiếp giáp với phần phía tây của Vương cung thánh đường Thánh Emeram tại lâu đài Nitra, thành phố Nitra, Slovakia. Tòa nhà đã được xây dựng lại nhiều lần trong nhiều năm. Cung điện và nhà thờ là những phần chủ đạo của lâu đài.
Cung điện là trụ sở của Giám mục Nitra. Cung điện mở cửa cho công chúng mỗi năm một lần vào ngày lễ Thánh Cyril và Thánh Methodius, cụ thể là vào ngày 5 tháng 7. Năm 1961, theo Nghị quyết của Chủ tịch Hội đồng Quốc gia Slovakia, Cung điện Giám mục ở Nitra được công nhận là di tích văn hóa quốc gia. Vào ngày 2 tháng 10 năm 1963, công trình kiến trúc này được ghi danh vào Danh sách Di tích Trung ương theo quyết định của Bộ Văn hóa Cộng hòa Slovakia.

## Lịch sử
Cung điện đã trải qua nhiều đợt tái thiết. Chức năng của các phòng không thay đổi đáng kể từ lần tái thiết dưới thời Giám mục Zachariáš Mošovský (Mošóci). Giám mục Ladislav Adam Erdődy đã cho xây dựng lại cung điện vào thế kỷ 18, mang lại cho cung điện diện mạo hiện tại. Sau khi cải tạo, tòa nhà được sử dụng làm trụ sở của Viện Khảo cổ học thuộc Viện Hàn lâm Khoa học Slovakia. Từ thập niên 1990, tầng áp mái được sử dụng làm tầng nhà ở và văn phòng.